# Bistum Bragança-Miranda
Das Bistum Bragança-Miranda (lateinisch Dioecesis Brigantiensis-Mirandensis, portugiesisch Diocese de Bragança-Miranda) ist eine in Portugal gelegene römisch-katholische Diözese mit Sitz in Bragança.

## Geschichte
Das Bistum Miranda entstand im Jahr 1545 auf Betreiben König Joãos III. von Portugal durch einen Erlass Papst Pauls III. Im Jahr 1770 wurde der Bischofssitz durch Papst Clemens XIV. mit der Apostolischen Konstitution Pastoris Aeterni nach Bragança verlegt und dem Erzbistum Braga als Suffraganbistum unterstellt. Am 27. September 1780 wurde das Bistum Bragança durch Papst Pius VI. mit der Apostolischen Konstitution Romanus Pontifex in Bistum Bragança und Miranda umbenannt. Das Bistum Bragança und Miranda gab am 20. April 1922 Teile seines Territoriums zur Gründung des Bistums Vila Real ab. Am 27. Mai 1996 wurde das Bistum Bragança und Miranda in Bistum Bragança-Miranda umbenannt.